# Kartuzy (Gidle)
Kartuzy – część wsi Gidle w Polsce, położona w województwie łódzkim, w powiecie radomszczańskim, w gminie Gidle.
W latach 1975–1998 Kartuzy administracyjnie należały do województwa częstochowskiego.